# Satoshi Urushihara
Satoshi Urushihara (うるし原 智志 o 漆原 智志?, Urushihara Satoshi; Hiroshima, 9 febbraio 1966) è un fumettista, illustratore e character designer giapponese. Le sue illustrazioni sono state le basi per alcuni anime come Plastic Little o Legend of Lemnear, e per i videogiochi Langrisser e Growlanser.

## Biografia
La carriera di Satoshi Urushihara inizia quando viene scelto come animatore per il film Shounen Keniya (少年ケニヤ?, Shounen Keniya), tratto dal manga omonimo, prodotto da Kadokawa Haruki Jimusho e dalla Toei Animation.
Dopo essersi diplomato nel 1984, Urushihara viene assunto dalla Toei Animation e dopo aver fatto un po' di esperienza viene promosso ad animatore chiave nella serie televisiva Transformers.
L'anno successivo, Urushihara diventa freelancer, lavorando principalmente per gli OAV. Il suo lavoro come Megazone 23 Part II (1986) rende Urushihara famoso all'interno della AIC studio. Questo lo porta ad essere scelto come character designer e supervisore alle animazioni dell'OAV per adulti White Shadow (ホワイトシャドウ?) (un episodio della serie Cream Lemon) pubblicato nel 1987. White Shadow rappresenta il suo debutto come character designer, benché al momento dell'uscita dell'OAV il suo nome venne tenuto segreto.
Nel 1990, insieme agli illustratori Kinji Yoshimoto e Yoshihiro Kimura, ha creato la casa di produzione Earthwork.

## Opere

### Manga
- Chirality
- Eidoron Shadow
- Legend of Lemnear
- Mirowoire: The Mirror Within a Mirror
- Plastic Little
- Ragnarock City
- RC Twins (enclosed within the "Sigma" artbook)
- Ryoujoku (also known as Love Intermission)
- Vampire Master Dark Crimson

### Anime
- Another Lady Innocent (Front Innocent)
- Crying Freeman (Supervisore alla produzione (vol 3 & 4))
- Growlanser IV (Character Design)
- Legend of Lemnear
- Plastic Little
- Bubblegum Crisis (Supervisore alla produzione(ep 7), Guest Character Designer (ep 7))
- Record of Lodoss War (OVA) (Assistente animatore, Supervisore alla produzione (Ep 5))

### Videogiochi
- Langrisser
- Growlanser
- Cybernator (Assault Suits Valken)
- Next King: Millennial Kingdom of Love